# Irma Grese

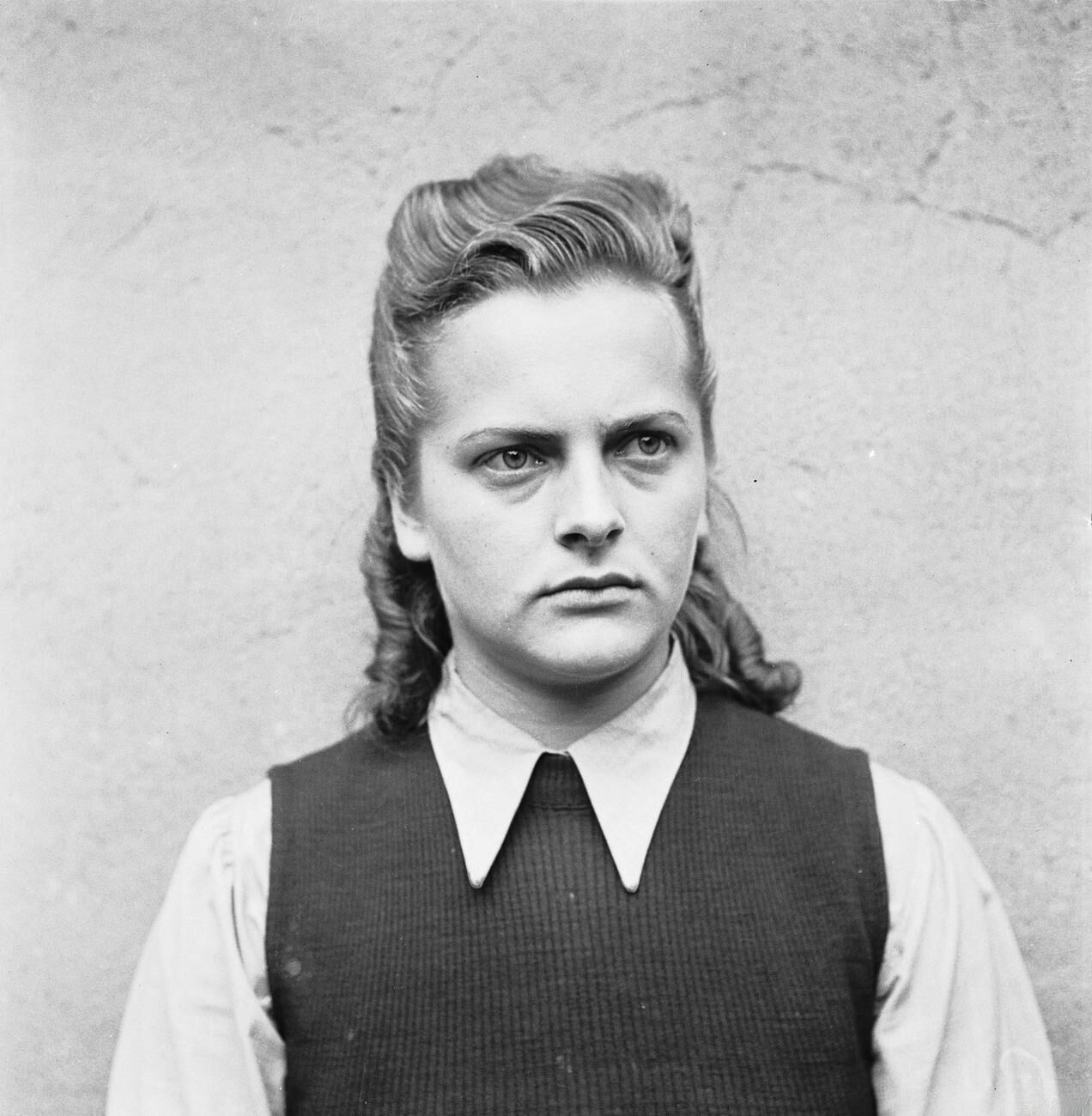
Irma Grese (1945)

Irma Ilse Ida Grese (* 7. Oktober 1923 in Wrechen; † 13. Dezember 1945 in Hameln) war eine deutsche KZ-Aufseherin in den Konzentrationslagern Ravensbrück, Auschwitz-Birkenau sowie Bergen-Belsen.

## Leben
Irma Grese, deren Vater Landwirt in Wrechen in Mecklenburg-Strelitz war, hatte vier Geschwister. Ihre Mutter beging 1936 Suizid. Im Jahr 1939 heiratete der Vater erneut. Die Volksschule beendete Grese 1938. Sie schloss sich dem Bund Deutscher Mädel (BDM) an und absolvierte danach ein Landjahr beim Reichsarbeitsdienst.
Anschließend war sie nach einigen Gelegenheitsarbeiten zwei Jahre Schwesternhelferin im SS-Sanatorium Hohenlychen und bewarb sich in der Folgezeit nach eigenen Angaben mehrmals erfolglos um eine Ausbildung zur Krankenschwester. Nach der Beschäftigung in einem Molkereibetrieb in Fürstenberg wurde sie im Spätsommer 1942 Aufseherin im KZ Ravensbrück. Dort hatte sie nach einiger Zeit die Aufsicht über kleinere Arbeitskommandos. Grese, die zu dieser Zeit ihre Familie noch regelmäßig besuchte, überwarf sich mit ihrem Vater, da sie sich freiwillig für den Dienst im SS-Gefolge bewarb, und er verwies sie des Hauses. Im März 1943 wurde sie ins KZ Auschwitz-Birkenau II (Birkenau) versetzt, wo sie zunächst Telefondienst bei einem Blockführer verrichtete und danach ein Straßenbau- und ein Gartenkommando leitete. Ab Mai 1944 war sie im Frauenlager in Auschwitz-Birkenau eingesetzt. Als Hauptaufseherin hatte sie Gewalt über bis zu 30.000 weibliche KZ-Häftlinge.
Als Wärterin mit anscheinend grenzenloser Grausamkeit agierte sie mit Peitsche und Gummiknüppel hemmungslos gegen Frauen und Männer. Ihrem Begleithund soll sie wiederholt befohlen haben, Häftlinge anzufallen. Sie verlangte, Operationen ohne Betäubung und mit nicht sterilisierten Messern durchzuführen und ergötzte sich an den Todesschreien ihrer Opfer. Ihre Brutalität brachte ihr die Namen „Hyäne von Auschwitz“ und „Schöne Bestie von Belsen“ oder „Blonde Bestie von Belsen“ ein.
Ende 1944 unterstanden ihr zwei Blöcke mit männlichen Häftlingen im Stammlager. Bei der Evakuierung des KZ Auschwitz leitete Grese am 18. Januar 1945 einen Häftlingstransport in das KZ Ravensbrück. Von dort leitete sie Anfang März 1945 einen der Todesmärsche von KZ-Häftlingen in das KZ Bergen-Belsen, wo sie als Arbeitsdienstführerin tätig war.

## Verhaftung und Bergen-Belsen-Prozess

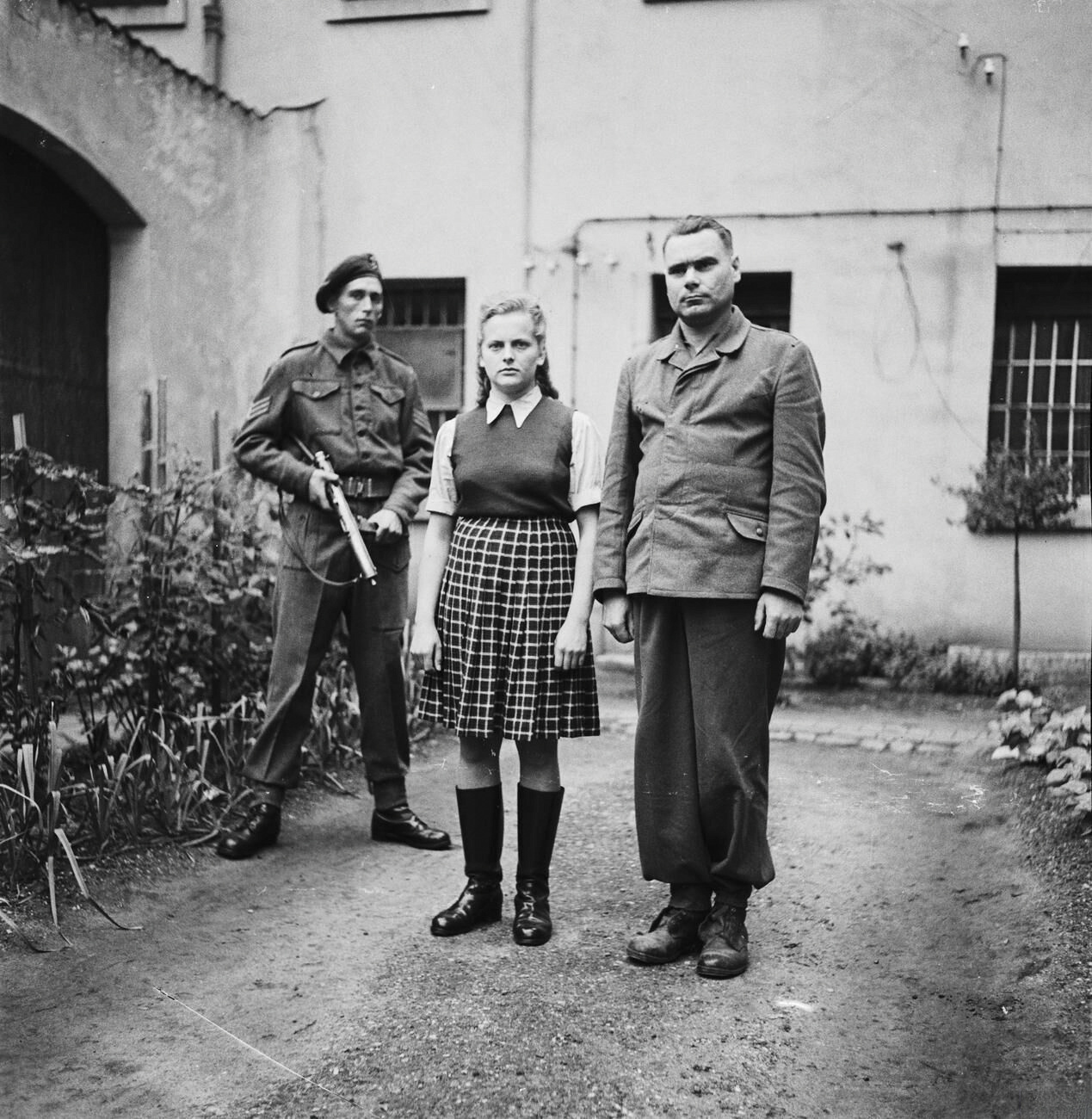
Irma Grese und Josef Kramer im Gefängnishof in Celle im August 1945.

Am 15. April 1945 wurde das KZ Bergen-Belsen durch britische Truppen befreit, die dort über 10.000 Tote und etwa 60.000 Überlebende vorfanden. Grese wurde am 17. April verhaftet und mit dem verbliebenen Lagerpersonal dazu verpflichtet, alle Leichen abzutransportieren und in Massengräbern zu bestatten. Am 17. Mai wurde Grese ins Gefängnis Celle verbracht. Am 13. September erfolgte die Überführung in das Gefängnis von Lüneburg.
Grese war eine der 45 Angeklagten im ersten Bergen-Belsen-Prozess (in der MTV-Halle in Lüneburg), der vom 17. September bis 17. November 1945 unter britischem Militärrecht verhandelt wurde. Den Angeklagten wurde die „Verletzung von Kriegsgesetzen und Kriegsgebräuchen“ vorgeworfen. Grese wurde in der Verhandlung vorgeworfen, alliierte Häftlinge misshandelt, der Selektion zugeführt sowie Erschießungen angeordnet und selbst ausgeführt zu haben. Die Angeklagte gehörte, wie alle anderen in den nationalsozialistischen Konzentrationslagern beschäftigten Aufseherinnen, dem Hilfspersonal der SS an.
Am 16. und 17. Oktober wurde Irma Grese in den Zeugenstand gerufen. Jeder Angeklagte durfte im Vorfeld einen Entlastungszeugen benennen, der zu Gunsten des Beschuldigten aussagen konnte. Grese entschied sich für ihre jüngere Schwester Helene. Im Anschluss musste Grese den Fragen des Anklägers Rede und Antwort stehen.
Irma Grese war aufgrund ihres Aussehens und jugendlichen Alters während des Prozesses im Fokus der internationalen Presse. Dem beim Prozess anwesenden Schriftsteller Stefan Heym zufolge wurde Grese während des Verhörs durch die Anklage laut, aggressiv und ungehalten. Ihre Grausamkeit wurde nicht nur durch Zeugenaussagen, sondern auch durch sie selbst bestätigt:
„Ich habe noch einmal nachgedacht und möchte hinzufügen, dass ich in der Tat Häftlinge nicht nur mit der Hand geschlagen habe. In Auschwitz hatten einige Aufseherinnen für etwa eine Woche Peitschen, die in den Lagerwerkstätten hergestellt wurden. Mit einer solchen habe ich einige Male Häftlinge geschlagen, bis die Benutzung der Peitschen verboten wurde. Gewehre wurden nie von einer Aufseherin getragen oder benutzt.“
 Auch erklärte sie: „Es war unsere Pflicht, die asozialen Elemente auszurotten, um die Zukunft Deutschlands zu sichern“.
Detailliert beschrieb Grese im Prozess die in der Weberei hergestellte Peitsche. Sie war armlang und bestand aus drei fingerdicken Strängen, die miteinander verflochten waren. Gefertigt wurde sie aus durchsichtiger Cellophanfolie, so dass sie aussah, als wäre sie aus weißem Glas. An ihrer Spitze war ein geflochtener Draht und am Griff waren bunte Perlen befestigt.
Ihr Ankläger, Oberst Backhouse, sagte über sie im Prozess:
„Und es gibt keine einzige Grausamkeit, die in diesem Lager (Auschwitz) stattgefunden hat, für die sie nicht als Verantwortliche bekannt war. Sie nahm regelmäßig an der Selektion für die Gaskammer teil, strafte willkürlich, und als sie nach Belsen kam, fuhr sie genau so fort.“
Im Einzelnen wurde ihr vorgeworfen, sie habe u. a. eigenhändig mehrere weibliche Häftlinge erschossen, auch soll sie Wachen dazu aufgefordert haben. Zusammen mit Josef Mengele soll sie regelmäßig an Selektionen teilgenommen, kleinere auch eigenständig durchgeführt haben. Regelmäßig habe sie weibliche Häftlinge geschlagen, die dann an den Folgen oftmals gestorben oder von ihr in den Block 25 gebracht worden seien. Dort wurden verletzte Häftlinge untergebracht, bis man sie in die Gaskammern brachte. Grese, die auf „nicht schuldig“ plädiert hatte, wurde im Prozess wegen sowohl in Auschwitz als auch in Bergen-Belsen begangener Kriegsverbrechen am 17. November 1945 zum Tod durch den Strang verurteilt. Es ergingen zehn weitere Todesurteile, darunter gegen zwei weitere Frauen (Johanna Bormann und Elisabeth Volkenrath). Ein Gnadengesuch wurde vom Oberbefehlshaber der britischen Besatzungstruppen in Deutschland Bernard Montgomery am 7. Dezember abgelehnt. 

Am 13. Dezember 1945, im Alter von 22 Jahren, wurde sie im Gefängnis Hameln durch den englischen Henker Albert Pierrepoint gehängt. Sie war die jüngste Frau, die im 20. Jahrhundert unter britischer Gerichtsbarkeit hingerichtet wurde. Ihr Todeszeitpunkt wurde auf 10:03 Uhr dokumentiert, ihr letztes Wort war „schnell“.